# Новочерёмушкинская улица
Новочерёмушкинская улица (название с 30 июля 1963 года) — улица в Юго-Западном административном округе города Москвы на территории Академического района и района Черёмушки.

## История
Была образована в середине 1950-х годов на территории бывших подмосковных сёл Троицкого Черёмушки и Знаменского Черёмушки и называлась 6-я Черёмушкинская улица. Когда в честь 40-летия советских профсоюзов в 1958 году 4-я Черёмушкинская улица была переименована в Профсоюзную улицу, улица получила номер от переименованной улицы и стала называться 4-й Черёмушкинской. 30 июля 1963 года получила современное название по бывшему посёлку Новые Черёмушки, вошедшему в состав Москвы в 1960 году.
Изначально улица была разорвана на две части территорией Черёмушкинского кирпичного завода. Участок между улицами Дмитрия Ульянова и Кржижановского появился только после застройки (1997-1999 г.) территории завода многоэтажными панельными домами.

## Расположение
Новочерёмушкинская улица проходит от улицы Шверника до улицы Намёткина параллельно Профсоюзной улице, пересекается улицами: Винокурова, Дмитрия Ульянова, Кржижановского и Нахимовским проспектом, справа примыкают улицы Кедрова, Гарибальди, Академика Полякова, слева — улицы Цюрупы и Болотниковская.
Состоит из четырёх участков, построенных в разное время:
- от улицы Шверника до улицы Дмитрия Ульянова — старая часть, образованная при застройке деревни Черёмушки. Состоит из двух полос для движения в каждую сторону, фактически является бульваром.
- От улицы Дмитрия Ульянова до улицы Кржижановского — новый участок, образованный при застройке территории Черёмушкинского керамического (кирпичного) завода многоэтажными домами, также бульвар. Общественный транспорт по данному участку не ходил до 2013 года.
- От улицы Кржижановского до улицы Гарибальди — второй старый участок, также являющийся бульваром, который в частности расширяется на части участка от Кржижановского до Нахимовского проспекта, прерываемого автостоянкой (до 2020 года) и сквером.
- От улицы Гарибальди до улицы Намёткина — новый участок. Сужается до двух полос, движение одностороннее (только в сторону улицы Намёткина).

## Особенности
- До конца 1990-х улица была разорвана на две части территорией Черёмушкинского керамического завода
- Участок от улицы Намёткина до Проектируемого проезда 4668 был двухсторонним до 2003 года
- Участок от Нахимовского проспекта до 23 квартала был приспособлен и для двухстороннего движения, в том числе общественного транспорта (в связи с проведением строительных работ при застройке улицы высотными домами). Только в это время можно было проехать на автобусе 121 от начала до конца улицы.
- На пересечении с улицей Кржижановского много общежитий, причём они «шифруются»
- На улице достаточно сложный рельеф: от Нахимовского проспекта до дома 44 крутой подъём, а на самом новом участке подъём и спуск. Также от Кржижановского к Нахимовскому проспекту приспособлена только нечётная сторона для прохода, по чётной нужно обходить позднее построенный жилой дом (ранее и этой возможности не было).
- Одно здание может иметь 2 имени, а также один номер дома 2 адреса ввиду большого количества перестроенных домов, а также здание Черёмушкинского суда функционировало как ОВД и магазин продукты с отделом живая рыба (основной вход в суд был входом в продукты, с Новочерёмушкинской в ОВД)

## Примечательные здания и сооружения
- № 48 — в доме жил поэт Александр Сопровский[6].
- № 48 все корпуса — школа интернат №19, фактически функционировал в режиме ближе к языковой спецшколе. Долгое время был свободный доступ на территорию, а во время строительства также транзитный проход
- № 50 корпус 2 (он же 54 корпус 4) — здание бывшего детского сада,  при строительстве стартового дома перенумеровано. Здание и территория разделены на 2 части. Уникальность в том что 2 самые старые организации зарегистрированы на старый номер (даже при том что номер дома нужно было указать в 2002 году, обе организации фактически осуществляли деятельность в этом доме, то есть возможно указать 50к2)
- № 60 — жилой дом «Авангард» (2006, архитекторы С. Киселёв, В. Бармин, А. Хомякова, Е. Дедюля, Е. Палей)[7]
- № 60, корп. 1 — жилой дом. Здесь жили хоккеист Валерий Васильев[8], учёный в области механики горных пород Евгений Шемякин[9], Герой Советского Союза вице-адмирал Лев Матушкин.
- № 65, корп. 1 — бывший Севастопольский телефонный узел. В связи с оптимизацией узел закрыт и как результат объединённый Чертановский телефонный узел расположен по адресу Чертановская улица, 23А (ближайшая станция метро — «Южная». Чуть позже, имеется возможность обратиться в любой офис оператора связи.
- № 69 — здесь установлен памятник-бюст российскому императору Александру II.

## Транспорт
По улице проходят автобусы:
- 119, 529 от улицы Шверника до улицы Винокурова и обратно.
- 915 от улицы Дмитрия Ульянова до улицы Шверника и обратно.
- с5 от Нахимовского проспекта до улицы Дмитрия Ульянова и от улицы Винокурова до Нахимовского проспекта.
- 113, 153 от улицы Цюрупы до улицы Академика Полякова и обратно.
- 130 от конечной остановки «23-й квартал Новых Черёмушек» до Нахимовского проспекта и обратно.
- 103, 246 от конечной остановки «23-й квартал Новых Черёмушек» до улицы Академика Полякова и обратно.
- 121 от конечной остановки «23-й квартал Новых Черёмушек» до улицы Цюрупы и обратно; от улицы Дмитрия Ульянова до улицы Винокурова и обратно.

Также от Болотниковской улицы до улицы Академика Полякова (только к станции метро «Новые Черёмушки») без остановок с разворотом по части Новочерёмушкинской улицы проходит автобус 993.